# لو بلانتاي (أين)
لو بلانتاي (بالفرنسية: Le Plantay)‏ هي بلدية فرنسية تقع في إقليم الأين في فرنسا. رمز إنسي لها هو:1299. أما الرمز البريدي لها فهو: 1330.